# Saba

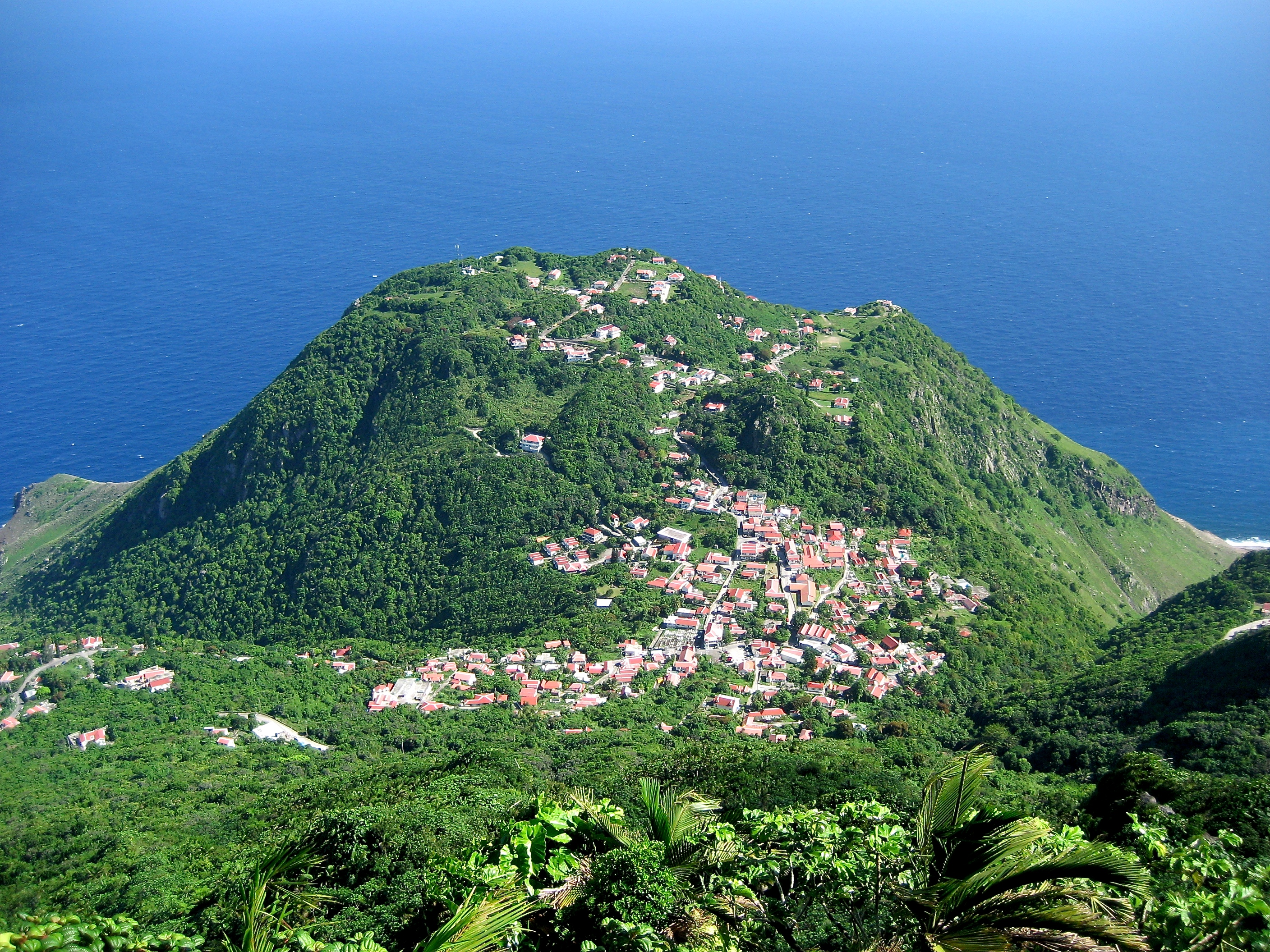
Het dorp Windwardside gezien vanaf Mount Scenery

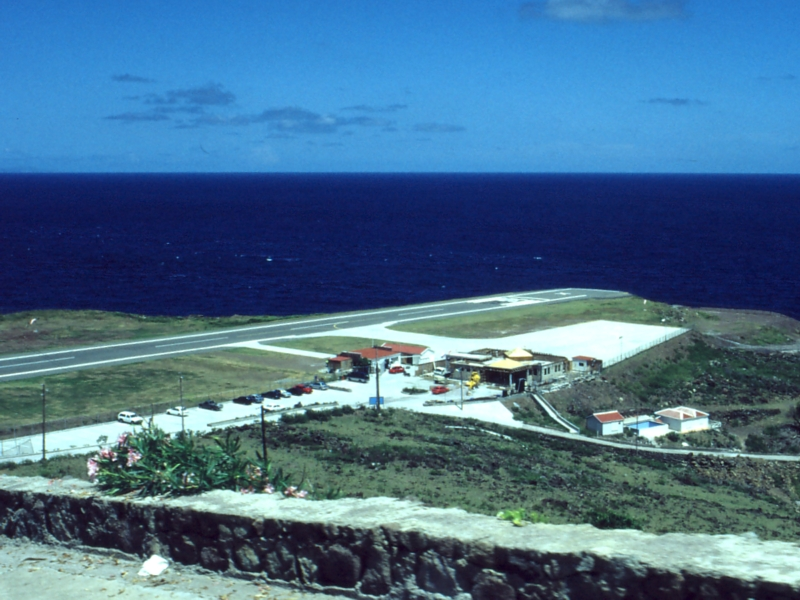
Juancho E. Yrausquin Airport

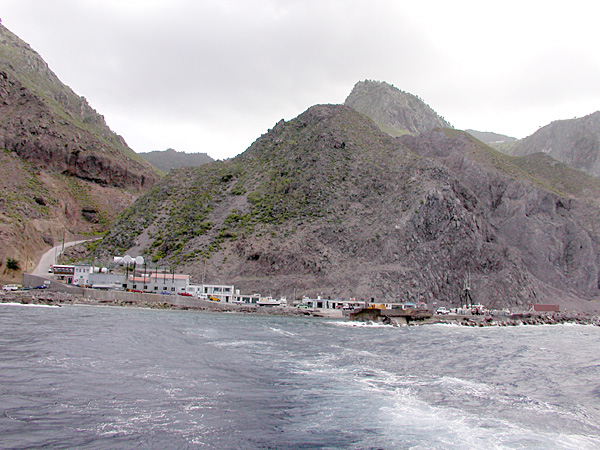
De haven

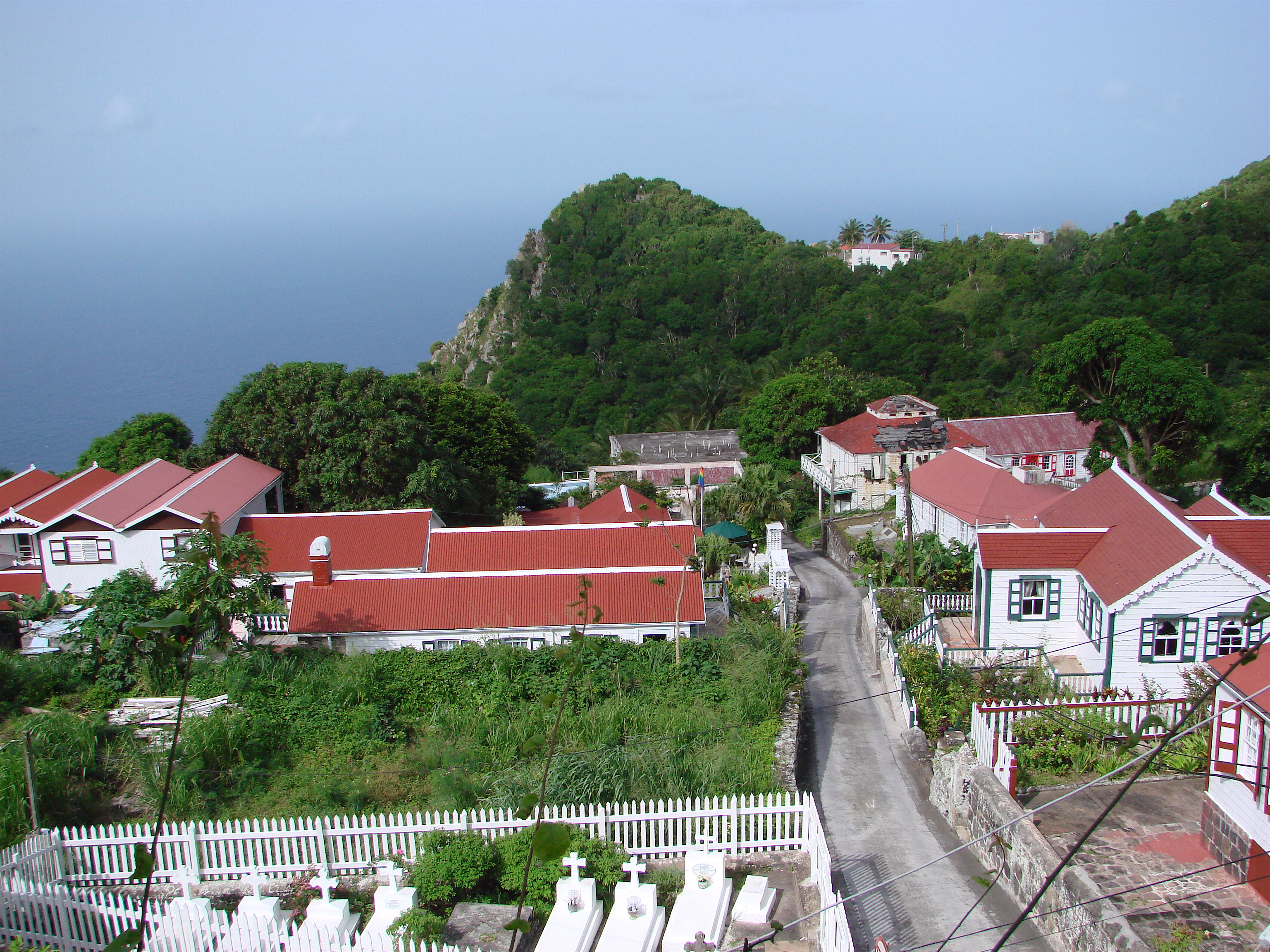
Kenmerkend Sabaans uitzicht

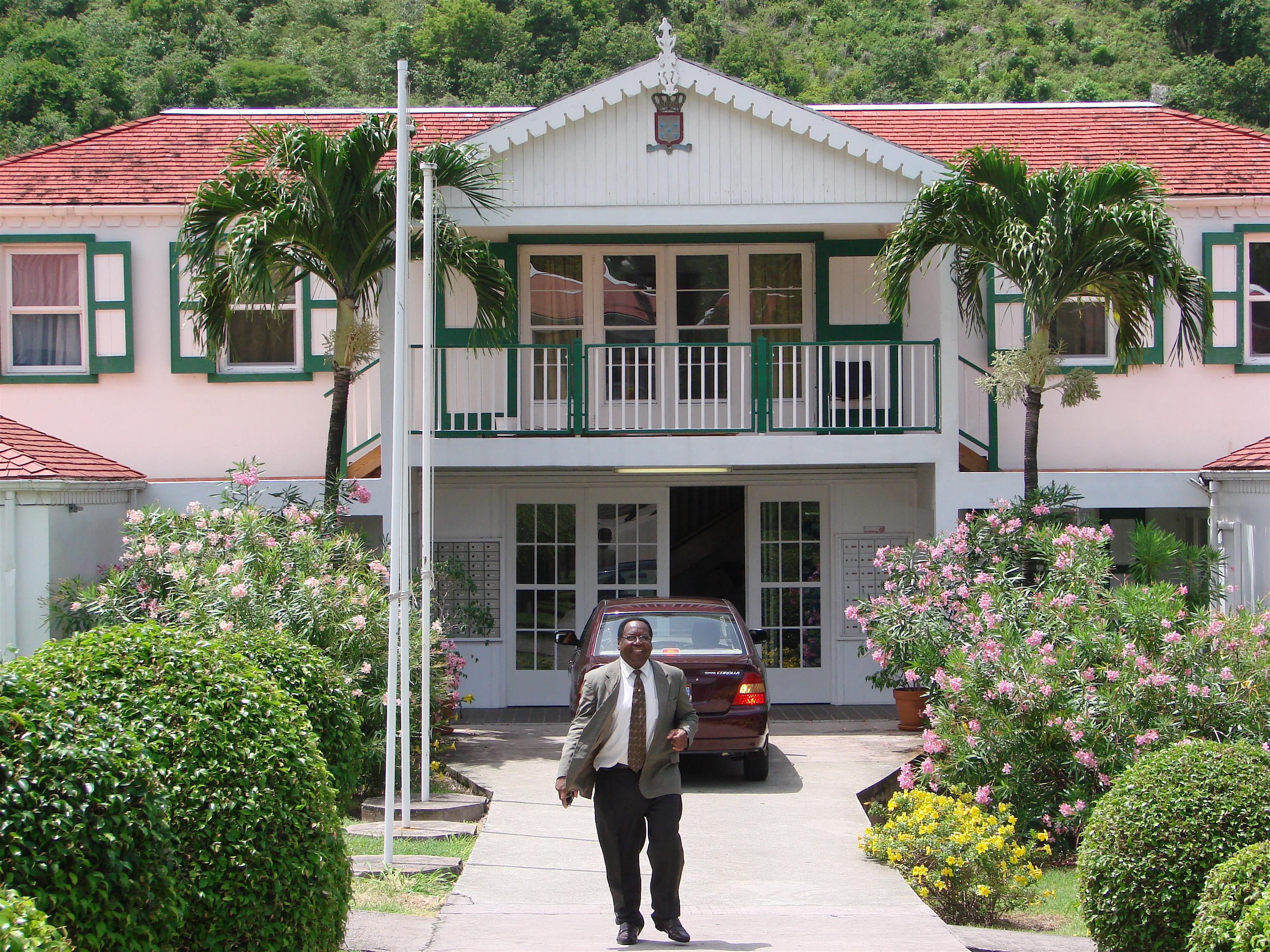
Gouvernementsgebouw van Saba

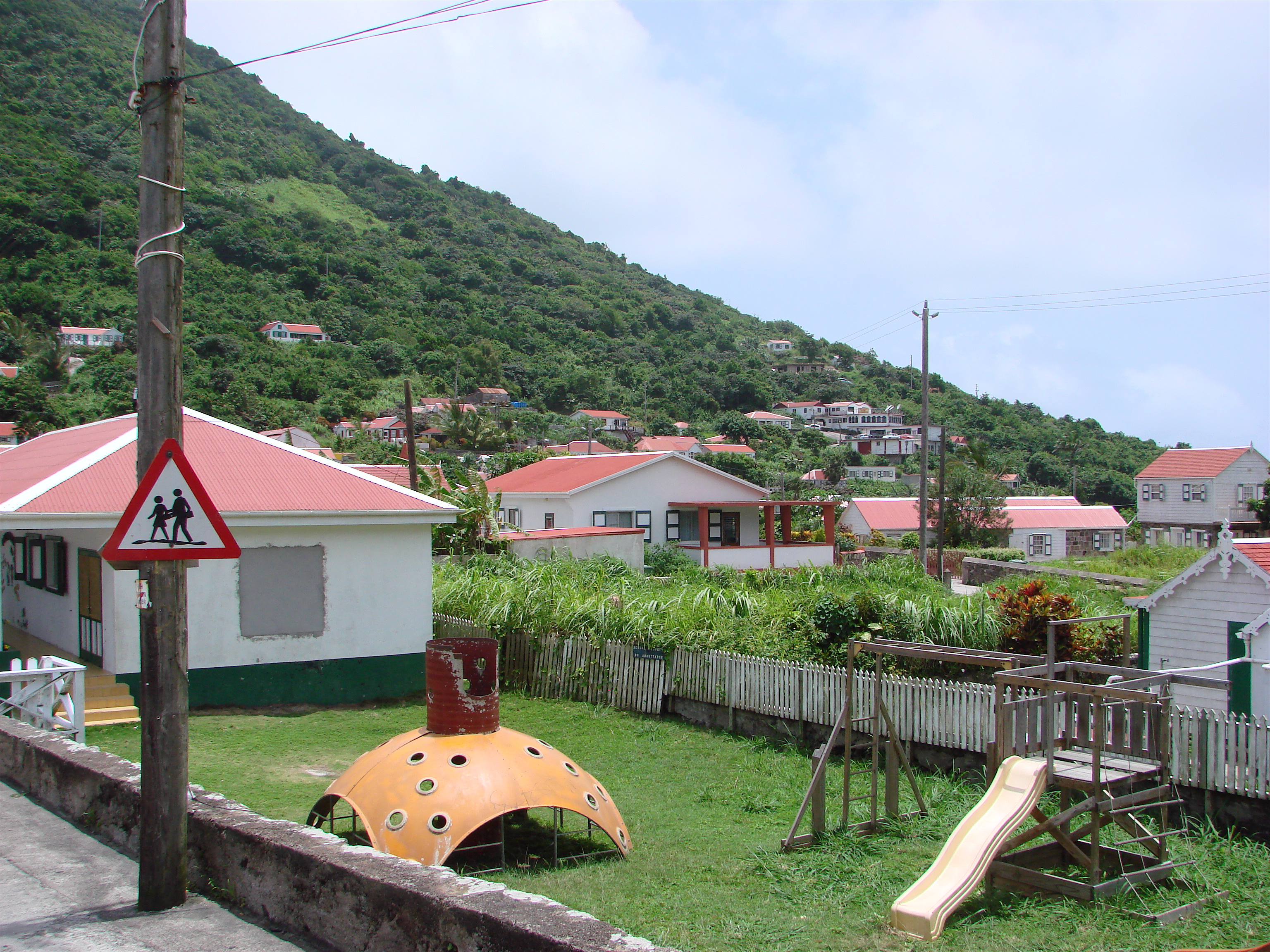
Speeltuin op Saba

Saba is een eiland in het Caribisch gebied dat sinds 2010 bestuurlijk als Caribisch openbaar lichaam een bijzondere gemeente van Nederland vormt. Saba behoort met Sint Eustatius en Sint Maarten tot de Bovenwindse Eilanden, ook wel de SSS-eilanden genoemd. Saba heeft zo'n 2100 inwoners, die Sabanen worden genoemd en van wie ongeveer een kwart in de hoofdplaats, The Bottom, woont. Plaatselijk wordt het eiland aangeduid als The Unspoiled Queen.

## Geschiedenis
Saba zou in 1493 in kaart gebracht zijn door Columbus, maar hij is er niet aan land gegaan; de oorspronkelijke bewoners behoorden waarschijnlijk tot de Caquetío. Columbus noemde het eiland San Cristóbal (naar Christoffel van Lycië). Een mogelijke verklaring van de naam is dat dit werd afgekort als S †bal en als Saba werd gelezen. In 1632 werd het Nederlands bezit. In 1635 leed een Engels schip schipbreuk bij Saba; de overlevenden waren vermoedelijk de eerste Europese bewoners. Verder kwamen er in dit tijdperk Afrikaanse slaven, Schotten, Ieren en Zeeuwen naar het eiland.
Saba wisselde vaak van koloniale heerser. Het was in bezit van Frankrijk, Spanje, Nederland en van de Britten. In 1816 kwam het definitief bij Nederland. Ruim een halve eeuw later, in de jaren 1870 werd de voorloper van wat Saba-kant zou worden door Mary Gertrude Johnson geïntroduceerd op het eiland. Het zou tot in de jaren 1950 een belangrijke economische pijler zijn voor het eiland.
In 1934 werden de inwoners van het dorp Mary's Point geëvacueerd, en het dorp verplaatst omdat de klippen onder het dorp waren geërodeerd. In 1938 werd begonnen met het aanleggen van The Road, een weg. Tot dan waren er op het steile eilandje alleen trappen en volgens Nederlandse ingenieurs was het onmogelijk hier een weg te bouwen. De aanleg begon onder leiding van de plaatselijke timmerman Josephus Hassell, een autodidact op het gebied van wegenbouw. In 1947 was de weg klaar en arriveerde de eerste auto op het eiland. Tegenwoordig is er zo'n 14 kilometer weg.
In 1960 is op de noordoostelijke punt van Saba (Flat-Point) het vliegveld Juancho E. Yrausquin aangelegd. Het vliegveld mag enkel met speciale toestemming van de autoriteiten gebruikt worden en is dientengevolge voor algemeen luchtverkeer gesloten. Het kan alleen worden aangedaan met kleine vliegtuigen zoals de Twin Otter. Winair voert dagelijks meerdere vluchten uit naar de buureilanden.
In 1969 werd de toen 23-jarige Joseph Richardson administrateur van Saba. Hij was de eerste Afro-Caribische administrateur op de Nederlandse Antillen.
Saba was tot 1983 onderdeel van het eilandgebied Bovenwindse Eilanden, waar ook Sint Eustatius en Sint Maarten toe behoorden. In 1983 kreeg het een zelfstandige status als eilandgebied en een eigen zetel in de Staten.
Op 1 september 2009 maakte Saba bekend per direct uit de Nederlandse Antillen te willen stappen, omdat het niet langer wilde wachten op de ontwikkelingen omtrent de opheffing van de Nederlandse Antillen. Volgens staatssecretaris Bijleveld van Koninkrijksrelaties was het voor Saba echter juridisch niet mogelijk om op dit moment uit de Antillen te stappen.
Op 10 oktober 2010 werden de Nederlandse Antillen opgeheven, waarbij Saba, net als Sint Eustatius en Bonaire, als openbaar lichaam een soort bijzondere gemeente van Nederland werd. Het eiland maakt geen deel uit van de Schengenzone.
In 2017 werd Saba getroffen door orkaan Irma.

## Geografie
Saba ligt 30 kilometer ten zuidwesten van Sint Maarten. Het is ongeveer 4,5 kilometer in doorsnee en de oppervlakte is 13 km². Saba bestaat uit een slapende vulkaan met vier lavakoepels. De hellingen lopen steil af naar zee en de kust is rotsachtig. De vulkaan Mount Scenery is met zijn 870 meter het hoogste punt van Nederland én van het gehele Koninkrijk der Nederlanden. Het klimaat is vochtig tropisch; het eiland is begroeid met secundair regenwoud. Ten noorden van Saba ligt een klein onbewoond rotseilandje dat ook tot het eilandgebied behoort: Green Island.
Per 10 oktober 2010 is een Exclusieve Economische Zone van 200 zeemijl buiten de Sabaanse basislijn ingesteld (voor zover deze niet de wateren van omringende staten zou overlappen). Door deze maatregel heeft Nederland het exclusieve recht op onder meer de exploitatie van de grondstoffen en visserij. De bedoeling hiervan is de ecologisch zeer belangrijke Sababank (even ten zuiden van Saba), onderdeel van het Saba National Marine Park, te beschermen.

## Demografie
Saba had in 2024 2060 inwoners, hiervan hadden 1170 inwoners (57%) de Nederlandse nationaliteit, en 890 inwoners (43%) een andere nationaliteit. Slechts 23% van de bevolking is op Saba geboren. Van de bevolking is ongeveer de helft van Europese afkomst en de helft Afro-Caribisch. Daarnaast verblijven er zo'n 200 merendeels Amerikaanse studenten, die studeren aan de Saba University School of Medicine. Verder zijn veel bewoners afkomstig van andere (ei)landen in de regio. Opmerkelijk is dat een kwart van de inwoners Johnson of Hassell heet.
De bevolking woonde in 2024 verspreid over de volgende vier kernen:
- The Bottom met 737 inwoners;
- Windwardside met 663 inwoners;
- Zions Hill met 433 inwoners;
- St. Johns met 223 inwoners.

In 2021 was voor 83% van de bevolking het Engels de meest gesproken taal, voor 10% het Spaans en slechts voor 4% het Nederlands. 33% van de bevolking beheerst het Nederlands.
De helft van de Sabanen is rooms-katholiek; 9% is anglicaans. Deze situatie is veranderd sinds het einde van de 19e eeuw, toen nog 75% van de bevolking anglicaans was.
| Inwoners van Saba (2020)       | Inwoners van Saba (2020) | Inwoners van Saba (2020)  | Inwoners van Saba (2020) |
| Geboorteland                   | Aantal                   | Nederlandse nationaliteit | Andere nationaliteit     |
| ------------------------------ | ------------------------ | ------------------------- | ------------------------ |
| Saba                           | 514                      | 505                       | 9                        |
| Sint Maarten                   | 304                      | 283                       | 21                       |
| Verenigde Staten               | 193                      | 11                        | 182                      |
| Nederland                      | 101                      | 101                       | -                        |
| Dominicaanse Republiek         | 99                       | 28                        | 71                       |
| Colombia                       | 94                       | 30                        | 64                       |
| Canada                         | 54                       | 1                         | 53                       |
| Filipijnen                     | 52                       | 2                         | 50                       |
| Curaçao                        | 50                       | 50                        | -                        |
| Aruba                          | 48                       | 46                        | 2                        |
| Saint Vincent en de Grenadines | 44                       | 17                        | 27                       |
| Dominica                       | 28                       | 15                        | 13                       |
| Jamaica                        | 27                       | 1                         | 26                       |
| Haïti                          | 26                       | 3                         | 23                       |
| Verenigd Koninkrijk            | 26                       | 4                         | 22                       |
| India                          | 23                       | -                         | 23                       |
| Suriname                       | 19                       | 11                        | 8                        |
| Saint Kitts en Nevis           | 16                       | 16                        | -                        |
| Duitsland                      | 15                       | 3                         | 12                       |
| Pakistan                       | 14                       | -                         | 14                       |
| China                          | 13                       | 6                         | 7                        |
| Guyana                         | 12                       | 5                         | 7                        |
| Trinidad en Tobago             | 12                       | -                         | 12                       |
| Nepal                          | 11                       | -                         | 11                       |
| Frankrijk                      | 10                       | 2                         | 8                        |
| Nigeria                        | 10                       | -                         | 10                       |
| Saint Lucia                    | 9                        | 2                         | 7                        |
| Venezuela                      | 7                        | 2                         | 5                        |
| Bonaire                        | 6                        | 6                         | -                        |
| Guadeloupe                     | 5                        | 4                         | 1                        |
| België                         | 4                        | -                         | 4                        |
| Sri Lanka                      | 3                        | -                         | 3                        |
| Zuid-Afrika                    | 3                        | 2                         | 1                        |
| Italië                         | 3                        | -                         | 3                        |
| Amerikaanse Maagdeneilanden    | 3                        | -                         | 3                        |
| Antigua en Barbuda             | 3                        | 2                         | 1                        |
| Sint Eustatius                 | 3                        | 3                         | -                        |
| Bulgarije                      | 2                        | -                         | 2                        |
| Joegoslavië                    | 2                        | -                         | 2                        |
| Ierland                        | 2                        | 1                         | 1                        |
| Egypte                         | 2                        | -                         | 2                        |
| Ghana                          | 2                        | -                         | 2                        |
| Kameroen                       | 2                        | -                         | 2                        |
| Kenia                          | 2                        | -                         | 2                        |
| Saoedi-Arabië                  | 2                        | -                         | 2                        |
| Jordanië                       | 2                        | -                         | 2                        |
| Irak                           | 2                        | -                         | 2                        |
| Anguilla                       | 2                        | -                         | 2                        |
| Brazilië                       | 2                        | 1                         | 1                        |
| Britse Maagdeneilanden         | 2                        | 1                         | 1                        |
| Cuba                           | 2                        | -                         | 2                        |
| El Salvador                    | 2                        | -                         | 2                        |
| Honduras                       | 2                        | 1                         | 1                        |
| Montserrat                     | 2                        | 1                         | 1                        |
| Afghanistan                    | 1                        | -                         | 1                        |
| Bangladesh                     | 1                        | -                         | 1                        |
| Verenigde Arabische Emiraten   | 1                        | -                         | 1                        |
| Vietnam                        | 1                        | -                         | 1                        |
| Zuid-Korea                     | 1                        | -                         | 1                        |
| Libanon                        | 1                        | -                         | 1                        |
| Maleisië                       | 1                        | -                         | 1                        |
| Myanmar                        | 1                        | -                         | 1                        |
| Iran                           | 1                        | -                         | 1                        |
| Israël                         | 1                        | -                         | 1                        |
| Hongkong                       | 1                        | -                         | 1                        |
| Indonesië                      | 1                        | 1                         | 1                        |
| Denemarken                     | 1                        | -                         | 1                        |
| Kirgizië                       | 1                        | 1                         | -                        |
| Noorwegen                      | 1                        | -                         | 1                        |
| Oostenrijk                     | 1                        | -                         | 1                        |
| Polen                          | 1                        | -                         | 1                        |
| Portugal                       | 1                        | 1                         | -                        |
| Roemenië                       | 1                        | -                         | 1                        |
| Sovjet-Unie                    | 1                        | -                         | 1                        |
| Zweden                         | 1                        | -                         | 1                        |
| Zwitserland                    | 1                        | -                         | 1                        |
| Argentinië                     | 1                        | 1                         | -                        |
| Bahama's                       | 1                        | -                         | 1                        |
| Barbados                       | 1                        | -                         | 1                        |
| Bermuda                        | 1                        | 1                         | -                        |
| Grenada                        | 1                        | 1                         | -                        |
| Peru                           | 1                        | 1                         | -                        |
| Libië                          | 1                        | -                         | 1                        |
| Mali                           | 1                        | -                         | 1                        |
| Oeganda                        | 1                        | -                         | 1                        |
| Zambia                         | 1                        | -                         | 1                        |
| Burundi                        | 1                        | -                         | 1                        |
| Ivoorkust                      | 1                        | -                         | 1                        |
| Pitcairneilanden               | 1                        | -                         | 1                        |
| Totaal                         | 1933                     | 1173                      | 760                      |

## Bestuur
Het eilandbestuur bestaat uit een bestuurscollege (gezaghebber plus eilandgedeputeerden) en een eilandsraad.
| Partij                                    | 1991 | 1995 | 1999 | 2003 | 2007 | 2011 | 2015 | 2019 | 2023 |
| ----------------------------------------- | ---- | ---- | ---- | ---- | ---- | ---- | ---- | ---- | ---- |
| Windward Islands People's Movement (WIPM) | 4    | 2    | 4    | 3    | 4    | 4    | 3    | 5    | 3    |
| Progress, Equality & Prosperity (PEP)     | -    | -    | -    | -    | -    | -    | -    | -    | 2    |
| Saba Labour Party (SLP)                   | -    | -    | 1    | 0    | 1    | 1    | 2    | 0    | -    |
| Saba United Democratic Party (SUDP)       | -    | -    | -    | 2    | -    | -    | -    | -    | -    |
| Saba Democratic Labour Movement (SDLM)    | 1    | 3    | -    | -    | -    | -    | -    | -    | -    |
| Totaal                                    | 5    | 5    | 5    | 5    | 5    | 5    | 5    | 5    | 5    |

### Bestuurscollege
- Gezaghebber: Jonathan Johnson
- Gedeputeerde: Eviton Heyliger – WIPM
- Gedeputeerde: Bruce Zagers – WIPM
- Eilandsecretaris: Bram Streppel

De Rijksministerraad stemde er medio juni 2008 mee in om Jonathan Johnson, directeur van de middelbare school van Saba en een neef van Will Johnson, voor te dragen voor benoeming tot nieuwe gezaghebber van het eilandgebied, als opvolger van Sydney Sorton. Johnson werd op 2 juli 2008 beëdigd. In 2007 was hij al tot waarnemend gezaghebber benoemd.

### Staatkundige hervormingen
De bevolking van Saba koos op 5 november 2004 in een referendum voor rechtstreekse banden met Nederland.
| Optie                                            | Stemmen | Percentage |
| ------------------------------------------------ | ------- | ---------- |
| A: rechtstreekse banden met Nederland            | 555     | 86,05      |
| B: onderdeel blijven van de Nederlandse Antillen | 85      | 13,18      |
| C: onafhankelijkheid                             | 5       | 0,78       |
| Blanco en ongeldige stemmen                      | 21      | 3,26       |
| Opkomst                                          | 666     | 77,80      |

Uiteindelijk bereikte Saba (samen met Bonaire en Sint Eustatius) op 11 oktober 2006 overeenstemming met Nederland over een nieuwe status als Caribisch openbaar lichaam (een soort bijzondere gemeente) van Nederland. Deze is op 10 oktober 2010 ingegaan. 
Toen een parlementaire delegatie in oktober 2011 het eiland kwam bezoeken, werd er bij hun aankomst door zo'n 40 demonstranten geprotesteerd. Volgens de bewoners zou de levenskwaliteit op het eiland sinds de nieuwe situatie verslechterd zijn. Daarbij zouden ze zich over het algemeen als 'tweederangs' Nederlanders benaderd voelen.
Zowel de provincie Noord-Holland als de provincie Zeeland hebben voorgesteld dat Bonaire, Saba en Sint-Eustatius tot de betreffende provincie zouden gaan behoren. Een ander voorstel was dat de drie eilanden een aparte provincie zouden gaan vormen. Ze zijn echter niet ingedeeld bij een bestaande of nieuwe provincie. De taken die normaal de provincie heeft, zullen deels door het rijk, deels door de openbare lichamen zelf worden uitgevoerd.

## Economie en infrastructuur
De overheid (Rijksoverheid en openbaar lichaam Saba) is de grootste werkgever op Saba. Het eiland telt 270 ambtenaren, op een bevolking van 2060 personen. Andere belangrijke sectoren zijn het toerisme en de medische faculteit. 
De beperkte capaciteit van de luchthaven op Saba zorgt ervoor dat de logistiek van Saba sterk afhankelijk is van Sint Maarten. Niet alleen verlopen langeafstandsvluchten doorgaans via de luchthaven van Sint Maarten, ook de meeste goederen worden op Sint Maarten ingekocht of overgeslagen. Hierbij speelt mee dat de infrastructuur op Saba niet geschikt is voor intercontinentale vluchten en vaarten.      

### Toerisme en medische faculteit
Het toerisme is sinds de coronacrisis afgenomen. Waar er in 2019 nog 8800 bezoekers per vliegtuig kwamen, was dit in 2020 afgenomen tot 2700 en in 2023 kwamen er 5700 toeristen via het vliegtuig aan op Saba. De meeste bezoekers per vliegtuig zijn afkomstig uit het Europese deel van Nederland (26%), de Verenigde Staten (25%) en uit Aruba, Curaçao en Sint Maarten (23%). Saba beschikt over diverse hotels en een internationale luchthaven; de mogelijkheden voor het opstijgen en landen zijn echter beperkt tot kleine vliegtuigen. Toeristen zijn onder meer dagjesmensen vanuit Sint Maarten die komen wandelen, maar er zijn ook enkele duikscholen gevestigd op Saba. Tevens is sinds 1988 een medische faculteit, de Saba University School of Medicine, op het eiland gevestigd die veel studenten uit de Verenigde Staten trekt.
Gedurende de jaren tachtig was het op Saba bijzonder makkelijk een rijbewijs te verkrijgen, dat in Nederland kon worden omgewisseld voor een Nederlands rijbewijs. Tot 1993 waren er zeven rijscholen, die garandeerden dat men er binnen een week een rijbewijs kon halen. Toen Nederland in 1993 een eind maakte aan deze mogelijkheid, kreeg de economie van Saba een flinke klap.

### Monumenten
De Nederlandse ingenieur Frans Brugman heeft in vijf jaar tijd alle authentieke hutjes van Saba in kaart gebracht en in de computer ingevoerd. Hij ontdekte dat de Engelsen een soort prefab huisjes lieten maken in Canada, die vervolgens naar Saba werden verscheept. De hutjes voldoen niet meer aan de eisen van de huidige bewoners en de traditionele wijze van bouwen staat onder druk. Het eilandbestuur wil dat Saba op de Werelderfgoedlijst van de UNESCO komt.

### Luchthaven
Juancho E. Yrausquin Airport is het vliegveld op het eiland. Het is een bijzonder vliegveld, omdat de startbaan eindigt met een hoge klif in zee en piloten last kunnen hebben van stevige windvlagen. Tevens is de slechts 400 meter lange startbaan samen met Vliegveld Matekane in Lesotho de kortste voor commerciële luchtvaart ter wereld.

### Haven
In Fort Bay bevindt zich de enige haven van het eiland. Zowel vrachtschepen als veerboten verbinden Saba van hieruit op regelmatige basis met het nabijgelegen Sint Maarten. De tweede, kleinere pier van de haven wordt gebruikt voor vissersboten. Ook jachten en cruiseschepen doen de haven aan, maar de laatste moeten buiten de (kleine) haven voor anker gaan. Een weg verbindt Fort Bay met de hoofdplaats The Bottom. Er wordt gewerkt aan een nieuwe haven bij Black Rocks. De oude haven zal blijven fungeren als vrachthaven. 

### Financiële dienstverlening
Hoewel er initiatieven zijn om dit te verbeteren, is de basale financiële dienstverlening op Saba niet op orde. Terwijl er veel contant wordt betaald, zijn geldautomaten vaak defect. Verder is het moeilijk hypotheekleningen te krijgen, zijn transactiekosten op betalingen hoog, en duurt het lang om een betaalrekening te openen. Hier kan in 2025 en 2026 verandering in komen, aangezien ING er bankdiensten wil gaan aanbieden en De Nederlandsche Bank voor geldautomaten wil zorgen.

## Natuur
De natuur is verweven met het eiland. Niet alleen op land maar ook in het water zijn er diverse specimens te vinden. Het eiland heeft dan ook een aantal natuurparken. Beheerder van de beide natuurgebieden is de Stichting The Saba Conservation Foundation (SCF). Saba bevindt zich op de trekroute van bultrugwalvissen.

### Flora & fauna
Ondanks zijn kleine omvang herbergt Saba een relatief groot aantal vleermuizen. De soorten die er voorkomen, zijn Monophyllus plethodon, de Jamaicavruchtenvampier (Artibeus jamaicensis), Ardops nichollsi, Brachyphylla cavernarum, Natalus stramineus, de guanovleermuis (Tadarida brasiliensis) en Molossus molossus. Er is ook een uitgestorven rijstrat bekend, maar de identiteit daarvan is nog onduidelijk. De steile rotskust van het eiland, dat deels binnen het Saba National Land Park valt, is een belangrijk nestgebied voor de roodsnavelkeerkringvogel (Phaethon aethereus). Uit een uitgebreid onderzoek op grond van waarnemingen tussen 2010 en 2012 blijkt dat in totaal 107 vogelsoorten op Saba voorkomen.
De nationale vogel van Saba is de Audubons pijlstormvogel.
Saba heeft een endemische soort Anolis de Anolis sabanus en de Saba Green iguana (Iguana melanoderma). Vanaf het jaar 2020 wordt de zwarte leguaan van Saba (Iguana melanoderma) als aparte soort beschreven en niet meer als donkere vorm van de groene leguaan (Iguana iguana); alhoewel hier nog geen eenduidige wetenschappelijke consensus over is. In 2021 zijn niet-inheemse leguanen, afkomstig van Sint Maarten, ontdekt op Saba welke een grote bedreiging vormen voor de inheemse populatie. In 2021 is ook de vestiging van twee andere nieuwe niet-inheemse reptiel soorten op het eiland gemeld; Gymnophthalmus underwoodi en Indotyphlops braminus.

### Natuurparken

#### Saba National Marine Park
Het Saba National Marine Park is een zeereservaat en nationaal park rond Saba.
Het zee reservaat bevat 1300 hectare rond de gehele kust van het eiland Saba tot een diepte van 60 meter. Door de regering van de Nederlandse Antillen werd het gebied in 1987 als nationaal park aangewezen en het wordt beheerd door de Saba Conservation Foundation. Er zijn meerdere koraalriffen in het gebied en naast natuurbescherming staat ook toerisme centraal in het gebied. Het Saba National Marine Park is geliefd bij duikers, die alleen onder begeleiding mogen duiken.

#### Saba National Land Park
Het Saba National Land Park beslaat 43 hectare. Het grootste deel, 35 hectare, ligt in het noorden van het eiland Saba en is in 1999 aan de Saba Conservation Foundation, die de natuurgebieden op Saba beheert, geschonken. In het bergachtige gebied ligt Sulphur Mine, een voormalige zwavelmijn, en er komen verschillende beschermde vogelsoorten voor. Het overige deel van het park beslaat Mount Scenery boven de 550 meter – waar niet gebouwd mag worden – en veertien wandelroutes op privéterrein.